# YouPorn
YouPorn és un lloc web lliure d'intercanvi de fitxers en format vídeo i de contingut pornogràfic, que té una estructura i funcionament similar a YouTube, en el qual es basa. Els fitxers, professionals o no, són aportats pels mateixos usuaris i no tenen durada superior a uns vint segons. El seu fundador signa com a Toporn. Va començar a funcionar el 2006, des d'un hosting de Texas, però el domini va ser registrat per una empresa californiana en 2005. El mes de juny de 2007, YouPorn va ingressar 120,000 dólars americans en concepte de publicitat.